# Élections législatives françaises de 1898
Les élections législatives de 1898 pour élire les députés de la VIIe législature de la IIIe République ont eu lieu les 8 et 22 mai 1898. Elles se sont déroulées au scrutin uninominal à deux tours par arrondissements (loi du 13 février 1889), comme les précédentes élections.

## Contexte
Les précédentes élections ont donné la majorité absolue aux républicains, et plus particulièrement aux modérés. Le Conseil des ministres est présidé par le modéré Jules Méline lorsque les législatives de 1898 sont organisées (Gouvernement Jules Méline). Mais ce dernier n'est pas soutenu par le camp républicain au sens large ; son conservatisme social fait dresser contre lui les socialistes et les radicaux, de toutes tendances. Il n'est soutenu que par les modérés du parti républicain et de plus en plus, surtout depuis le ralliement et les attentats anarchistes, par les ralliés et occasionnellement par une partie de la droite. Quand arrivent les élections, il a cependant à son actif le protectionnisme, qui satisfait les industriels et les Français en général, l'alliance russe, qui rassure tout le monde, et l'expansion coloniale, qui apporte à la France une envergure internationale que n'a pas l'Allemagne. En revanche, la lecture des professions de foi comme de la presse de l'époque amène à constater que les débuts de l'affaire Dreyfus, commencée en 1894, n'ont pas entamé son crédit, pas davantage que le J'accuse… ! d'Émile Zola, publié en janvier 1898, quelques mois avant les élections. La grande majorité des candidats ne l'évoquent même pas.

## Résultats
Les résultats sont cependant en demi-teinte. L'extrême gauche progresse nettement, surtout les radicaux dans le Sud-Ouest (en lieu et place des bonapartistes),, même si deux figures socialistes (Jules Guesde et Jean Jaurès) sont battues. Les progressistes (nom des ex-opportunistes) reculent en voix comme en sièges, mais restent le groupe le plus important à la Chambre, tout en y étant légèrement déportés vers la droite. La droite stagne, avec pourtant moins de candidats qu'en 1893 (267 sans les 17 nationalistes qui les remplacent souvent, contre à peine plus de 300 en 1893).
Le président de la République de l'époque, Félix Faure, effectue dans son journal privé les catégorisations suivantes : un premier ensemble regroupe les « républicains » (tout court, ils ne sont ni « progressistes » ni « modérés » mais peuvent être qualifiés de « nationaux »), les « ralliés » (ce sont les catholiques ralliés plus ou moins sincèrement à la République à l'instigation du pape Léon XIII ) et les « monarchistes » ; un second ensemble regroupe les « socialistes », les « radicaux-socialistes », les « radicaux » et les « républicains modérés » ; enfin, Félix Faure distingue un troisième groupe marginal, composés d'agitateurs.
Les chiffres selon Bertrand Joly donnent :
- D'un côté : 240 « républicains » + 35 « ralliés » + 50 « monarchistes », soit une majorité de 325 députés ;

- De l'autre : 45 « socialistes » + 180 « radicaux » et « radicaux-socialistes », soit une minorité de 225 députés ;

- 25 à 30 marginaux.

Ces catégorisations et ces chiffres sont tirés du livre de Bertrand Joly.
Par ailleurs, Bertrand Joly, très justement, remarque « la complexité des étiquettes, qui déconcerte souvent les historiens. Faute de partis constitués et de groupes parlementaires (...), chaque candidat reste libre de prendre le label de son choix ; il faut, dans bien des cas, attendre les votes des élus (...) pour connaître leur orientation exacte ».
En réalité, le vote d'un député après l'arrivée à Paris ne correspond plus forcément à l'image que celui-ci s'était donnée avant les élections. Les votes qui précèdent doivent être utilisés, si l'élu est un sortant. La presse locale est indispensable pour comprendre comment est perçu le candidat par l'électeur. En dernier ressort, il reste les professions de foi figurant au Barodet. L'examen de ce dernier permet par exemple d'observer que la césure entre gauche et centre méliniste passe au sein des républicains dits de gouvernement. Deux sur six environ se désolidarisent plus ou moins ouvertement du gouvernement en place, quand trois se montrent fidèles et qu'un ne se prononce pas.
C'est après le scrutin que l'affaire Dreyfus devient un enjeu politique. Et c'est quand les deux camps se fixent, entre dreyfusards et antidreyfusards, que le grand reclassement de 1899 peut avoir lieu. Les élus expressément antisémites et même antijuifs, élus en 1898 (à l'instar de l'élu d'Alger Édouard Drumont) deviendront nationalistes, et le nationalisme deviendra ainsi un phénomène de droite, ayant remplacé par étapes successives, à travers le boulangisme notamment, le vieux patriotisme républicain remontant à la Révolution française.
| Corps électoral     | Corps électoral                  | Corps électoral | Corps électoral | Corps électoral | Corps électoral |
| ------------------- | -------------------------------- | --------------- | --------------- | --------------- | --------------- |
| Inscrits            | Inscrits                         | Inscrits        | Inscrits        | 10 779 123      | 100,00 %        |
| Votants             | Votants                          | Votants         | Votants         | 8 106 123       | 75,20 %         |
| Abstentions         | Abstentions                      | Abstentions     | Abstentions     | 2 673 000       | 24,80 %         |
|                     |                                  |                 |                 |                 |                 |
| Résultats           |                                  |                 |                 |                 |                 |
| Alliances et partis | Alliances et partis              | Votes           | %               | Sièges          | Sièges          |
|                     | Républicains progressistes       | 3 262 725       | 42,50           | 237             | 237             |
|                     | Radicaux et radicaux-socialistes | 1 923 079       | 25,10           | 182             | 182             |
|                     | Monarchistes                     | 887 759         | 11,60           | 53              | 53              |
|                     | Socialistes                      | 791 148         | 10,30           | 50              | 50              |
|                     | Ralliés                          | 542 647         | 7,10            | 39              | 39              |
|                     | Nationalistes                    | 181 633         | 2,30            | 20              | 20              |
|                     | Autres                           | 79 707          | 1,00            | 0               | 0               |
| Total               | Total                            | Total           | Total           | 581             | 581             |

## VIIelégislature
Durée de la législature : 1er juin 1898 - 31 mai 1902.
Président de la République : Félix Faure (jusqu'au 16 février 1899), Émile Loubet ensuite.
Président de la Chambre des députés : Henri Brisson (jusqu'au 31 mai 1898), Paul Deschanel ensuite.
| Gouvernement | Gouvernement            | Gouvernement     | Dates (Durée)                                        | Président du Conseil                                                             | Composition initiale                   |
| ------------ | ----------------------- | ---------------- | ---------------------------------------------------- | -------------------------------------------------------------------------------- | -------------------------------------- |
| 1            | Jules Méline            | Méline           | du 28 avril 1896 au 28 juin 1898 (2 ans et 61 jours) | Jules Méline (Progressiste)                                                      | 11 ministres 1 sous-secrétaire d'État  |
| 2            | Henri Brisson           | Brisson (2)      | du 28 juin 1898 au 26 octobre 1898 (120 jours)       | Henri Brisson (Radical)                                                          | 11 ministres                           |
| 3            | Charles Dupuy           | Dupuy (4)        | du 1er novembre 1898 au 18 février 1899 (109 jours)  | Charles Dupuy (Union progressiste)                                               | 10 ministres 2 sous-secrétaires d'État |
| 3            | Charles Dupuy           | Dupuy (5)        | du 18 février 1899 au 12 juin 1899 (114 jours)       | Charles Dupuy (Union progressiste)                                               | 10 ministres 2 sous-secrétaires d'État |
| 4            | Pierre Waldeck-Rousseau | Waldeck-Rousseau | du 22 juin 1899 au 3 juin 1902 (2 ans et 346 jours)  | Pierre Waldeck-Rousseau (Union progressiste, Alliance républicaine démocratique) | 11 ministres 1 sous-secrétaire d'État  |